# SLAM (ミサイル)

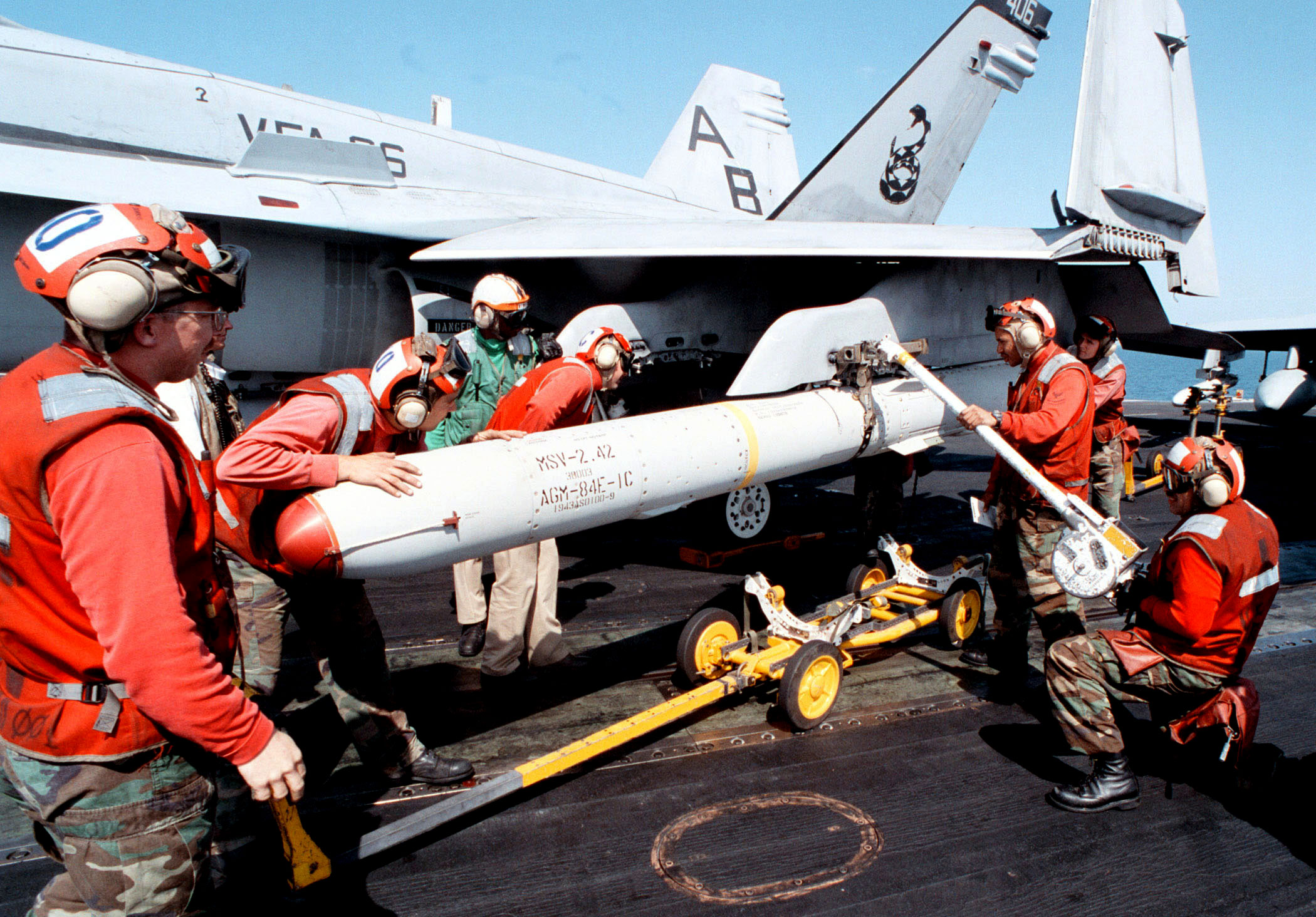
1998年2月20日、ペルシャ湾上に展開するニミッツ級空母「ジョージ・ワシントン」艦上において、F/A-18C ホーネットに搭載作業中のAGM-84E SLAM。

SLAMは、アメリカ海軍が運用している空対地ミサイル。ハープーン対艦ミサイルを母体に大幅改造されたものである。SLAMとは"Standoff Land Attack Missile"（スタンドオフ型対地攻撃ミサイル）の頭文字を取った略称であるが、英単語で「強打する」「圧勝する」などという意味もある。

## 概要
1980年代より開発が開始されており、1990年に対地攻撃が可能なAGM-84E SLAM が実戦配備された。SLAMはコストを抑えるために本体部分とエンジンはAGM-84 ハープーンから、赤外線画像シーカーはAGM-65 マーベリック空対地ミサイルから、データリンク装置はAGM-62 ウォールアイ誘導爆弾からの流用とした。誘導方式がハープーンと違い、初期誘導がGPSと慣性誘導、最終段階では赤外線画像誘導となっている以外は基本的にハープーンと同様である。
なお、AGM-84Eを改良したAGM-84H SLAM-ER（SLAM-Expanded Response）も開発され、1999年に配備された。AGM-84Eとの外見上の大きな違いは、まず巡航用にトマホーク巡航ミサイルのものを改造した主翼を装備している点である。この主翼は発射するまで折り畳んでおく事ができる。また、赤外線画像シーカーの形状も変更され、その視界を確保できる様に機首部分の形状もかなり変更されている。その他移動する目標への攻撃が可能になる、電波妨害に対しても強くなるなど、大幅に高性能化された。
このAGM-84Hの自立攻撃能力を強化した改造型に、AGM-84K SLAM-ER ATA（Automatic Target Acquisition）というタイプもある。基本性能はAGM-84Hと変わらないが、自動で目標を選択、捕捉できる機能を装備し、搭乗員のワークロードを軽減できる。また、状況に応じて搭乗員が目標の選択を行う事もできる。

## 仕様
AGM-84E
- 全長：4.45m
- 直径：34cm
- 重量：620kg
- 翼幅：91cm
- 誘導方式：画像赤外線+データ・リンク 慣性誘導+GPS
- 射程：約95km

AGM-84H
- 全長：4.35m
- 直径：34cm
- 重量：635kg
- 翼幅：2.18m
- 誘導方式：画像赤外線+データ・リンク 慣性誘導+GPS
- 射程：250km以上

## 運用国
- サウジアラビア（サウジアラビア空軍）
- 韓国（大韓民国空軍）
- トルコ（トルコ空軍）
- アラブ首長国連邦（アラブ首長国連邦空軍）
- アメリカ合衆国（アメリカ海軍・アメリカ空軍）